# Battlement Mesa
Battlement Mesa é uma Região censo-designada localizada no estado americano de Colorado, no Condado de Garfield.

## Demografia
Segundo o censo americano de 2000, a sua população era de 3497 habitantes.

## Geografia
De acordo com o United States Census Bureau tem uma área de 
21,6 km², dos quais 20,9 km² cobertos por terra e 0,7 km² cobertos por água.

## Localidades na vizinhança
O diagrama seguinte representa as localidades num raio de 40 km ao redor de Battlement Mesa. 